# Алвес до Насименто, Алесандро
Алесандро Алвес до Насименто (30 декабря 1974, Кампу-Формозу — 14 ноября 2012, Жау) — бразильский футболист, нападающий. Известен по выступлениям за ряд бразильских клубов и берлинскую «Герту».

## Карьера

### Витория Салвадор
В возрасте 13 лет Алекс оказался в молодёжной команде «Витория». В 18 лет дебютировал в основном составе клуба. В этом же сезоне Алекс забил 8 мячей в 23 матчах, завоевал серебряные медали бразильской Серии А и получил «Серебряный мяч». В 1994 году Алвес стал лучшим бомбардиром лиги Баияно. 20 голов футболиста помогли клубу завоевать серебряные медали турнира.

### Палмейрас
Следующий сезон Алвес начал в стане текущих чемпионов страны — в «Палмейрасе». Команда защитила свой титул, однако Алвес не блеснул — всего два гола в 20 матчах. Следующие два сезона форвард провёл в командах низших лиг бразильского футбола.

### Крузейро
В 1998 году Алвес был приглашён в «Крузейро». Изначально ему отводилась роль дублёра, однако форвард доказал, что достоин места в основном составе. В первый же год Алекс помог клубу завоевать южноамериканский Суперкубок и победить в Лиге Минейро.
В 1999 году Алекс Алвес стал вторым в списке бомбардиров чемпионата (22 гола), уступив пальму первенства Гильерме Алвесу из «Атлетико Минейро» (28 мячей). Сам же клуб, несмотря на достойное выступление в регулярном чемпионате (второе место), вылетел на первой стадии плей-офф.

### Герта
В 1999 году Алвес впервые покинул бразильский чемпионат. Он подписал контракт с немецкой «Гертой». Сумма сделки составила 7,5 миллионов долларов — самый дорогой трансфер за всю историю клуба. Немецкая карьера Алвеса сопровождалась травмами и скандалами. Однажды он был задержан полицией за превышение скорости и вождение автомобилем без удостоверения. В 2010 году журнал «Bild» включил трансфер Алвеса в число 50 худших в истории Бундеслиги.
Всего в чемпионате Германии Алвес отличился 25 раз в 83 играх, дважды завоевав Кубок немецкой лиги. Также Алекс стал автором лучшего гола немецкого чемпионата 2000 года.

### Возвращение в Бразилию
Возвращение на родину было обусловлено семейными проблемами — мать футболиста сильно болела. Новым клубом форварда стал «Атлетико Минейро». В его составе Алвес отличился восемь раз за два сезона. В течение следующих шести лет Алвес сменил шесть команд, включая греческую «Кавалу». В 2010 году футболист объявил о завершении карьеры.

## Титулы
Командные
- Чемпионат штата Байя: 1992, 2005
- Чемпион Бразилии: 1994
- Рекопа Южной Америки: 1998
- Чемпион штата Минейро: 1998
- Кубок немецкой лиги: 2001, 2002
- Кубок штата Рио: 2002
- Чемпион штата Сеара: 2008

Личные
- «Серебряный мяч»: 1993
- Лучший бомбардир Лиги Баияно: 1994
- Автор лучшего гола года в Германии: 2000

## Болезнь
В 2007 году Алвесу был поставлен диагноз пароксизмальная ночная гемоглобинурия. Сам футболист долгое время отрицал наличие у него страшного заболевания. Как оказалось позже, у него не хватало денег на дорогостоящее лечение. В октябре 2012 года Алвесу был пересажен костный мозг (донором выступил брат футболиста). 14 ноября футболист умер от полиорганной недостаточности, вызванной последствиями операции.
Согласно завещанию, тело футболиста было кремировано. Руководство «Витории» взяло на себя все расходы на погребение Алекса.

## Личная жизнь
Был женат на предпринимательнице Наде Франца, которая в 2000 году родила футболисту дочь.

## Интересные факты
- Часто после забитого гола исполнял один из базовых элементов капоэйры — джингу.
- Алекс вёл активную светскую жизнь. Его часто можно было увидеть в ночном клубе, в стильной одежде и с дорогими украшениями.
- Был исключён из клуба «Форталеза» за излишний вес.